# 금나나
금나나(琴나나, 1983년 8월 19일~)는 대한민국의 이공 계열 교수이자 2002년 미스코리아 진(眞)이다. 2002년 경북대학교 의과대학 재학 중 미스코리아에 출전하여 진에 당선되었다. 그 후 미국으로 유학, 하버드 대학교에 진학하여 생물학과를 졸업하고 컬럼비아 대학교에서 석사 학위를 받은 뒤 하버드 대학교에서 영양학, 질병 역학 박사 학위를 취득하였다. 2017년 동국대학교 식품생명공학과 교수에 임용되었다.

## 학력
- 영일초등학교 졸업
- 영광여자중학교 졸업
- 경북과학고등학교 졸업
- 경북대학교 의과대학 의학과 중퇴
- 하버드 대학교 생물학과 학사
- 컬럼비아 대학교 대학원 영양학 석사
- 하버드 대학교 대학원 영양학, 질병 역학 박사

## 경력
- 2007년 한국 로레알 유네스코 여성생명과학진흥상 특별상
- 2009년 한국사학진흥재단 홍보 대사
- 2017년 동국대학교 식품생명공학과 조교수

## 저서
- 《나나 너나 할 수 있다》
- 《공부일기》
- 《나나의 네버엔딩 스토리》

## 가족 관계
- 아버지: 금기영
- 어머니: 이원홍
- 배우자: 윤일정 MDI개발 회장
- 자녀: 의붓딸(1983년생. 금나나와 동갑)